# Сюньхуа-Саларский автономный уезд
Сюньхуа́-Сала́рский автоно́мный уе́зд (кит. упр. 循化撒拉族自治县, пиньинь Xúnhuà Sǎlázú zìzhìxiàn, салар.: Göxdeñiz Velayat Yisır Salır Özbaşdak Yurt) — автономный уезд городского округа Хайдун провинции Цинхай, Китай.

## История
При империи Хань эти земли входили в состав уезда Хэгуань (河关县). При империи Суй они были подчинены уезду Дахуа (达化县). При империи Тан был создан уезд Мичуань (米川县). Впоследствии эти места стали зоной боевых действий в ходе танско-тибетских войн, а после падения империи Тан оказались под властью тибетцев, которые в XI веке образовали здесь государство Гусыло. В начале XII века их захватило тангутское государство Западное Ся, затем китайская империя Сун, потом чжурчжэнская империя Цзинь, а в XIII веке их захватили монголы.
После свержения монголов и установления власти китайской империи Мин эти места были подчинены Сининскому караулу, созданному вместо области Синин. При империи Цин после подавления в 1725 году хошутского восстания Сининский караул был преобразован в Сининскую управу (西宁府). В 1762 году в этих местах был создан отдельный Сюньхуаский комиссариат (循化厅), подчинённый напрямую Сининской управе. После Синьхайской революции в Китае была проведена реформа структуры административного деления, и в 1913 году управы были ликвидированы; а Сюньхуаский комиссариат был преобразован в уезд Сюньхуа (循化县).
В 1929 году была образована провинция Цинхай, и уезд вошёл в её состав.
В 1953 году уезд Сюньхуа был преобразован в Сюньхуа-Саларский автономный район (循化撒拉族自治区). В 1955 году Сюньхуа-Саларский автономный район стал Сюньхуа-Саларским автономным уездом.
19 октября 1978 года постановлением Госсовета КНР был создан округ Хайдун (海东地区), и автономный уезд вошёл в его состав.
В 2013 году округ Хайдун был преобразован в городской округ.

## Административно-территориальное деление
Сюньхуа-Саларский автономный уезд делится на 3 посёлка, 2 волости и 4 национальные волости.

## Население (2000)
| Народ   | Население | Доля    |
| ------- | --------- | ------- |
| Салары  | 63859     | 61,14 % |
| Тибетцы | 25783     | 24,68 % |
| Хуэйцзу | 8155      | 7,81 %  |
| Хань    | 6217      | 5,95 %  |
| Ту      | 134       | 0,13 %  |
| Дунсян  | 116       | 0,11 %  |
| Монголы | 39        | 0,04 %  |
| Цян     | 35        | 0,03 %  |
| Баоань  | 22        | 0,02 %  |
| Буланы  | 18        | 0,02 %  |
| Буи     | 12        | 0,01 %  |
| Прочие  | 62        | 0,06 %  |